# Tom Petty
Thomas Earl Petty (Gainesville (Florida), 20 oktober 1950 – Santa Monica (Californië), 2 oktober 2017) was een Amerikaans muzikant. In 1976 brak hij door met zijn band Tom Petty and the Heartbreakers. Zijn muzikale stijl wordt regelmatig vergeleken met die van Bob Dylan en Neil Young.

## Biografie

### Beginperiode
Tom Petty werd in 1950 geboren in Gainesville in de staat Florida. Op zijn zeventiende ging hij van school om zich aan te sluiten bij de band Mudcrutch. In deze band zaten ook de latere Heartbreakers-leden Mike Campbell (gitaar) en Benmont Tench (keyboard). Begin jaren zeventig ging de band uit elkaar, vlak nadat de groep een contract was aangeboden door Shelter Records. 
Tom Petty trok hierna enige tijd van de ene band naar de andere, tot hij zich in 1975 aansloot bij Tench en Campbell, die inmiddels een samenwerking waren aangegaan met Ron Blair (basgitaar) en Stan Lynch (drums). Het vijftal noemde zichzelf The Heartbreakers. In 1976 kwam het album Tom Petty & the Heartbreakers uit. Hoewel de eerste single Breakdown een kleine hit werd, deed het album weinig in de Verenigde Staten. In het Verenigd Koninkrijk was het daarentegen een groot succes, mede doordat de band daar op tournee ging als openingsact voor Nils Lofgren. Na het Britse succes sloeg het album ook in Amerika aan. You're Gonna Get It, het tweede album uit 1978, was de eerste grote hit in hun thuisland.

### Doorbraak
Door overnames moesten Petty en the Heartbreakers in 1979 van label wisselen, en kwamen zo terecht bij Backstreet Records. Eind 1979 kwam het derde album uit, Damn the Torpedoes. Het album was een groot succes: het werd goed ontvangen bij zowel de critici als het grote publiek, en de band scoorde enkele hits. 
In 1981 verscheen de opvolger van Damn the Torpedoes; Hard Promises. Ook produceerde Petty het comeback-album van Del Shannon en nam hij een zelfgeschreven duet op met Stevie Nicks. De Fleetwood Mac-zangeres was zo'n groot fan van The Heartbreakers dat ze deze sound wilde hebben voor haar eerste soloplaat. Het oorspronkelijke nummer dat Petty zou leveren besloot hij voor zichzelf te houden nadat Nicks tijdens het voorzingen spontaan de tweede stem pakte. 
Na Long After Dark, het album uit 1982, verliet bassist Ron Blair de groep. Hij werd vervangen door Howie Epstein.
In 1985, drie jaar later, verscheen Southern Accents; op dit album, geproduceerd door Dave Stewart van de Eurythmics probeerde de band nieuwe genres uit. Ook ditmaal hield Petty een nummer voor zichzelf dat hij eigenlijk voor Stevie Nicks had geschreven. Don't Come Around Here No More werd mede dankzij de Alice in Wonderland-clip een hit. 
Na dit album ging de band op tournee met Bob Dylan. Dylan speelde ook in het nummer "Jammin' Me" voor het album Let Me Up (I've Had Enough) uit 1987. Nadat dit album uitkwam, werd Petty's huis verwoest door een brand.

### Nieuwe wegen
In 1988 werd Petty lid van de Traveling Wilburys, een supergroep die ook bestond uit George Harrison, Roy Orbison, Bob Dylan en Jeff Lynne. Het jaar daarop bracht hij zijn eerste soloalbum uit, Full Moon Fever. Dit album werd geproduceerd door Lynne en bevatte onder andere de hit Free Fallin' (het openingsnummer). In 1991 keerde Petty terug naar The Heartbreakers. Met hen bracht hij het album Into the Great Wide Open uit. 
In 1993 kwam de Greatest Hits-cd uit, met daarop twee nieuwe tracks, beide geproduceerd door Rick Rubin. Een van die tracks was Mary Jane's Last Dance. Voor dit nummer ontving de band in 1994 een MTV Video Music Award voor Best Male Video. In datzelfde jaar kwam Wildflowers uit, wat commercieel het grootste succes van de band werd. Stan Lynch was inmiddels producer geworden en dus moest er een vervanger worden gezocht. Ex-Nirvana-drummer Dave Grohl deed mee bij een televisie-optreden maar bedankte voor een vaste plek omdat hij bezig was met het eerste album van de Foo Fighters. De uiteindelijke keuze viel op Steve Ferrone (ex-Average White Band).
In 1996 maakte de band de soundtrack van de film She's the One, uitgebracht als Songs and Music from "She's the One". Daarna volgden Echo (1999), The Last DJ (2002) , Highway Companion (2006) en Mojo (uitgebracht op 11 juni 2010).
Tussendoor verscheen in 2008 het album Mudcrutch, dat werd opgenomen met de heropgerichte band van die naam (Petty met Randall Marsh, Tom Leadon, Mike Campbell en Benmont Tench). 

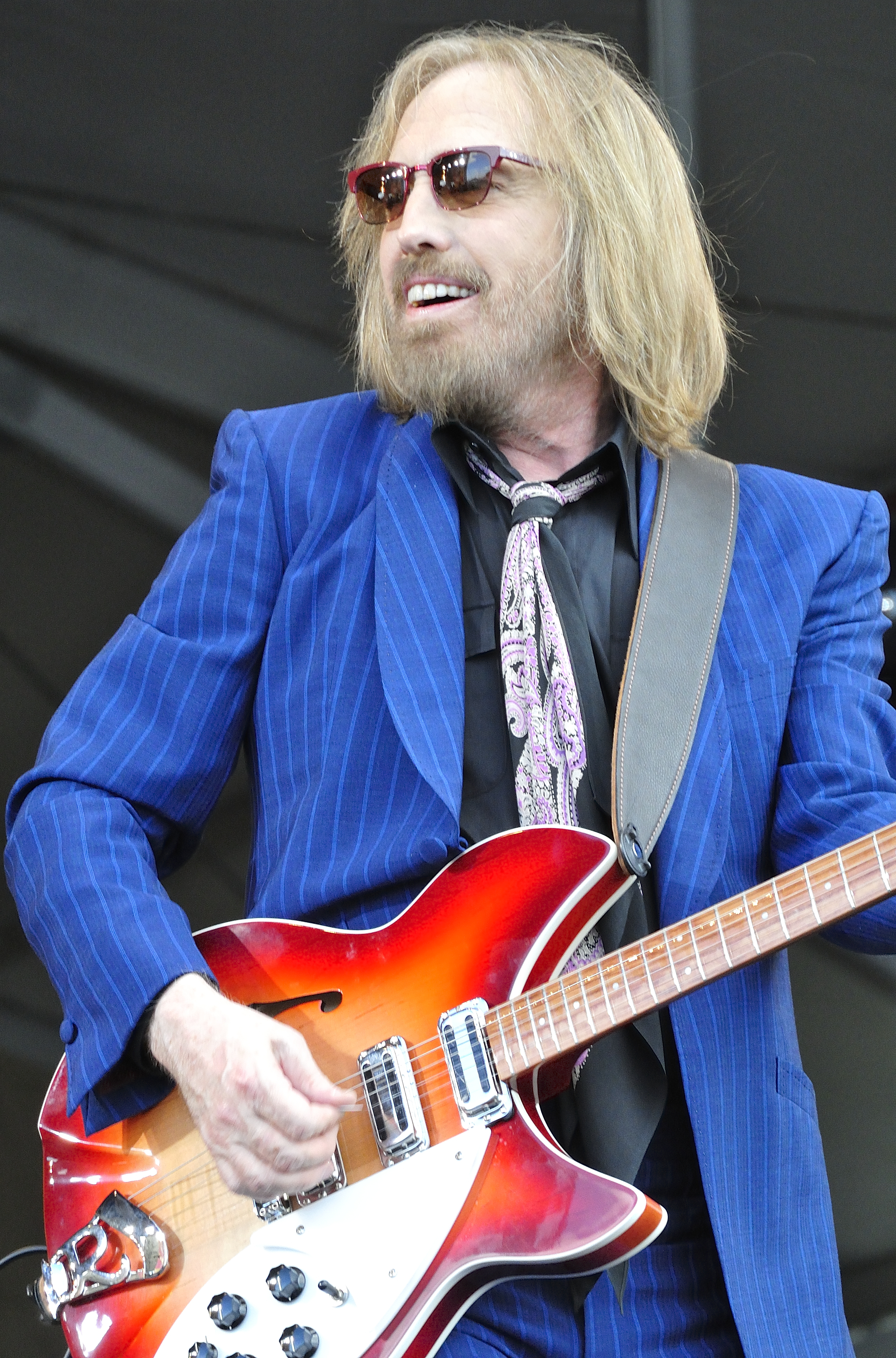
Tom Petty 2012

In juli 2014 brachten Tom Petty and The Heartbreakers Hypnotic Eye in de wereld, een rockend album dat teruggrijpt naar de roots en tegelijkertijd erg modern aandoet. Hiermee revancheerde de band zich voor de tegenvallende reacties op Mojo uit 2010.

### Overlijden
In 2017 ging de band uitgebreid op tournee ter gelegenheid van hun veertigjarig jubileum. Een week na deze tournee, in de ochtend van 2 oktober, kreeg Petty een hartstilstand in zijn huis in Malibu. Hij overleed 's avonds in een ziekenhuis in Santa Monica. De uitvaartdienst was op 16 oktober 2017 in Lake Shrine, een spiritueel complex aan de rand van Los Angeles. Op 19 januari maakte de familie bekend dat Petty is overleden aan een overdosis medicatie. Hij slikte deze medicijnen vanwege meerdere lichamelijke klachten als longemfyseem, knieproblemen en een gebroken heup.

### Postuum
Na zijn overlijden zijn er verschillende uitgaves verschenen van Petty's werk. Platenlabel Reprise Records kwam in 2018 met het verzamelalbum An American Treasure, met nummers van Petty, The Heartbreakers en Mudcrutch. Een jaar later verscheen het verzamelalbum The Best of Everything met werk van Petty, The Heartbreakers en Mudcrutch. Petty's familie en bandleden brachten in 2020 een heruitgave uit van Wildflowers, getiteld Wildflowers & All the Rest. Deze heruitgave bevat nummers die niet op de oorspronkelijke uitgave stonden, demo's, live-uitvoeringen en niet eerder uitgebracht werk. In 2021 verscheen Finding Wildflowers: Alternate Versions. In hetzelfde jaar werd Songs and Music from "She's the One" heruitgegeven voor Record Store Day.
Op 5 december 2023 publiceerde gameontwikkelaar Rockstar een trailer op YouTube voor GTA VI, een computerspel dat in 2025 zal uitkomen. Het nummer "Love Is a Long Road", afkomstig van het album Full Moon Fever (1989), diende als soundtrack voor de trailer. De trailer brak na één dag meerdere Guinness-records. Als gevolg van de populaireit van de trailer steeg het aantal streams van 'Love Is a Long Road' op Spotify met 36.979% in vergelijking met de week vóór de publicatie van de trailer.

## Discografie

### Solo
- Full Moon Fever, 1989
- Wildflowers, 1994
- Highway Companion, 2006

### Met Tom Petty and the Heartbreakers
- Tom Petty and the Heartbreakers, 1976
- You're Gonna Get It!, 1978
- Damn the Torpedoes, 1979
- Hard Promises, 1981
- Long After Dark, 1982
- Southern Accents, 1985
- Let Me Up (I've Had Enough), 1987
- Into the Great Wide Open, 1991
- Songs and Music from "She's the One", 1996
- Echo, 1999
- The Last DJ, 2002
- Mojo, 2010
- Hypnotic Eye, 2014

### Met Traveling Wilburys
- Traveling Wilburys Vol. 1, 1988
- Traveling Wilburys Vol. 3, 1990

### Met Mudcrutch
- Mudcrutch, 2008
- Mudcrutch 2, 2016

## Hitlijsten

### Albums
| Album met eventuele hitnotering(en) in de Nederlandse Album Top 100 | Datum van verschijnen | Datum van binnenkomst | Hoogste positie | Aantal weken | Opmerkingen                           |
| ------------------------------------------------------------------- | --------------------- | --------------------- | --------------- | ------------ | ------------------------------------- |
| Damn the Torpedoes                                                  | 1979                  | 17-05-1980            | 32              | 7            | met The Heartbreakers                 |
| Full Moon Fever                                                     | 29-04-1989            | 27-05-1989            | 43              | 13           |                                       |
| Into the Great Wide Open                                            | 1991                  | 13-07-1991            | 29              | 14           | met The Heartbreakers                 |
| Greatest Hits                                                       | 02-11-1993            | 13-11-1993            | 14              | 19           | met The Heartbreakers / Verzamelalbum |
| Highway Companion                                                   | 21-07-2006            | 29-07-2006            | 55              | 6            |                                       |
| Mojo                                                                | 11-06-2010            | 19-06-2010            | 60              | 2            | met The Heartbreakers                 |
| Hypnotic Eye                                                        | 25-07-2014            | 02-08-2014            | 22              | 2            | met The Heartbreakers                 |
| An American Treasure                                                | 2018                  | 06-10-2018            | 89              | 1            | met The Heartbreakers                 |
| Wildflowers & All the Rest                                          | 2020                  | 24-10-2020            | 24              | 1            |                                       |

| Album met hitnotering(en) in de Vlaamse Ultratop 200 albums                       | Datum van verschijnen | Datum van binnenkomst | Hoogste positie | Aantal weken | Opmerkingen           |
| --------------------------------------------------------------------------------- | --------------------- | --------------------- | --------------- | ------------ | --------------------- |
| Highway Companion                                                                 | 21-07-2006            | 05-08-2006            | 72              | 3            |                       |
| Mojo                                                                              | 11-06-2010            | 19-06-2010            | 59              | 3            | met The Heartbreakers |
| Hypnotic Eye                                                                      | 25-07-2014            | 02-08-2014            | 23              | 9            | met The Heartbreakers |
| An American Treasure                                                              | 2018                  | 06-10-2018            | 50              | 7            | met The Heartbreakers |
| The Best Of Everything - The Definitive Career Spanning Hits Collection 1976-2016 | 2019                  | 09-03-2019            | 55              | 4            | met The Heartbreakers |
| Wildflowers & All the Rest                                                        | 2020                  | 24-10-2020            | 14              | 2            |                       |
| Finding Wildflowers (Alternate Version)                                           | 2021                  | 24-04-2021            | 120             | 1            |                       |
| Live at Fillmore 1997                                                             | 2022                  | 03-12-2022            | 81              | 2            | met The Heartbreakers |

### Singles
| Single met eventuele hitnotering(en) in de Nederlandse Top 40 | Datum van verschijnen | Datum van binnenkomst | Hoogste positie | Aantal weken | Opmerkingen                                                                                  |
| ------------------------------------------------------------- | --------------------- | --------------------- | --------------- | ------------ | -------------------------------------------------------------------------------------------- |
| Refugee                                                       | 1980                  | 26-04-1980            | 21              | 7            | met The Heartbreakers / #24 in de Nationale Hitparade / #19 in de TROS Top 50                |
| The Waiting                                                   | 1981                  | 23-05-1981            | tip11           | -            | met The Heartbreakers                                                                        |
| Stop Draggin' My Heart Around                                 | 1981                  | 25-07-1981            | tip4            | -            | met The Heartbreakers & Stevie Nicks / #43 in de Nationale Hitparade / #37 in de TROS Top 50 |
| Free Fallin'                                                  | 1990                  | 13-01-1990            | tip11           | -            | #61 in de Nationale Top 100                                                                  |
| A Face in the Crowd                                           | 1990                  | 21-07-1990            | 23              | 5            | #25 in de Nationale Top 100                                                                  |
| Mary Jane's Last Dance                                        | 1993                  | 04-12-1993            | 35              | 3            | met The Heartbreakers / #26 in de Nationale Top 100                                          |

| Single met hitnotering(en) in de Vlaamse Ultratop 50 | Datum van verschijnen | Datum van binnenkomst | Hoogste positie | Aantal weken | Opmerkingen           |
| ---------------------------------------------------- | --------------------- | --------------------- | --------------- | ------------ | --------------------- |
| Refugee                                              | 1979                  | 12-04-1980            | 23              | 3            | met The Heartbreakers |
| U Get Me High                                        | 30-06-2014            | 02-08-2014            | tip44           | -            | met The Heartbreakers |

### NPO Radio 2 Top 2000
| Nummers met noteringen in de NPO Radio 2 Top 2000              | '06  | '07  | '08 | '09  | '10  | '11  | '12  | '13  | '14  | '15  | '16 | '17  | '18  | '19  | '20  | '21  | '22  | '23  | '24  |
| -------------------------------------------------------------- | ---- | ---- | --- | ---- | ---- | ---- | ---- | ---- | ---- | ---- | --- | ---- | ---- | ---- | ---- | ---- | ---- | ---- | ---- |
| A Face in the Crowd                                            | -    | 1773 | -   | -    | 1889 | 1981 | 1039 | 1345 | 1689 | -    | -   | 1561 | -    | -    | -    | -    | -    | -    | -    |
| Free Fallin'                                                   | -    | -    | -   | -    | -    | -    | -    | -    | -    | 1845 | -   | 763  | 1107 | 1148 | 1369 | 1133 | 1283 | 1326 | 1534 |
| I Won't Back Down                                              | -    | -    | -   | -    | -    | -    | -    | -    | -    | -    | -   | 1813 | -    | -    | -    | -    | -    | -    | -    |
| Into the Great Wide Open (met Tom Petty and the Heartbreakers) | -    | -    | -   | -    | -    | -    | -    | -    | 1842 | -    | -   | 1562 | 1724 | -    | -    | -    | -    | -    | -    |
| Learning to Fly (met Tom Petty and the Heartbreakers)          | -    | -    | -   | -    | -    | -    | -    | -    | -    | -    | -   | 1278 | 1291 | 1378 | 1484 | 1459 | 1515 | 1608 | 1444 |
| Mary Jane's Last Dance (met Tom Petty and the Heartbreakers)   | -    | -    | -   | -    | -    | -    | -    | -    | -    | -    | -   | 1158 | 1480 | 1575 | 1453 | 1574 | 1514 | 1570 | 1570 |
| Refugee (met Tom Petty and the Heartbreakers)                  | 1736 | 1645 | -   | 1841 | 1728 | 1651 | 1478 | 1437 | 1618 | 1944 | -   | 1273 | 1821 | -    | -    | -    | -    | -    | -    |

1. ↑  Een '-' betekent dat het nummer niet was genoteerd en een vetgedrukt getal geeft de hoogste notering van een nummer aan.
2. ↑  2006 was het eerste jaar met een notering voor Tom Petty.

- Bibsys: 6057514
- Biblioteca Nacional de España: XX889376
- Bibliothèque nationale de France: cb13898429k (data)
- Gemeinsame Normdatei: 132034891
- International Standard Name Identifier: 0000 0001 1453 3076
- Library of Congress Control Number: n91126761
- MusicBrainz: 5ca3f318-d028-4151-ac73-78e2b2d6cdcc
- Nationale Bibliotheek van Tsjechië: jn20031222019
- Nationale Bibliotheek van Israël: 987007442761605171
- Nationale Bibliotheek van Polen: a0000001674800
- Nederlandse Thesaurus van Auteursnamen: 070707065
- Istituto Centrale per il Catalogo Unico: TO0V269685
- LIBRIS: 405481
- SNAC: w6m33rxs
- Système universitaire de documentation: 081223048
- Virtual International Authority File: 100255725
- WorldCat: E39PBJwmXkwhvhB4yYWVrByjmd